# Paix de Riga
Cet article concerne la paix signée entre la Pologne et la Russie bolchevique en 1921. Pour le traité signé entre le gouvernement letton et la Russie soviétique en 1920, voir traité de Riga.
La paix de Riga est signée entre la Pologne et la Russie soviétique le 18 mars 1921. Elle met fin à la guerre soviéto-polonaise, qui a opposé les Russes bolcheviks et les Polonais. Les discussions commencent initialement à Minsk (Biélorussie) le 17 août 1920, mais à cause d'un incident avec les négociateurs polonais, elles sont déplacées à Riga (Lettonie).
Par ce traité, paraphé le 18 mars 1921, les trois belligérants (la Russie soviétique, l'Ukraine soviétique et la république de Pologne) confirment l'armistice du 18 octobre 1920 et proclament la fin des hostilités. Ces accords reconnaissent à la Pologne une forte indemnité de guerre et une extension considérable de ses frontières orientales, qui réparent les annexions effectuées lors des trois partages de la Pologne par la monarchie de Habsbourg (avec les régions de Lemberg, aujourd'hui Lviv en Ukraine) et par l'Empire russe (régions de Volhynie et de Polésie).

## Contexte
Dans des régions dévastées par les conflits depuis 1914, les belligérants sont épuisés et ont commencé des négociations en août 1920. Les deux négociateurs, le Russe bolchevik Adolf Joffé et le Polonais Jan Dąbski (pl), se rencontrèrent à Riga. Dès le 5 octobre 1920 un protocole fut mis au point et le cessez-le-feu le 18.
Certains Polonais voulaient pousser vers l'est jusqu'aux frontières de 1772. Józef Piłsudski cherche à sécuriser la frontière orientale dans l'éventualité d'une guerre avec l'Allemagne si le plébiscite de Silésie le 20 mars 1921 tournait mal. 
Mikhaïl Toukhatchevski voulait reprendre les hostilités face aux "armées ukrainiennes" et "armées de Biélorussie" antibolchéviques accompagnant les Polonais. Toutefois, l'insurrection de Kronstadt et celle des paysans de Tambov après la famine poussèrent rapidement Lénine à signer la paix.

## Nouvelles frontières et questions ethniques

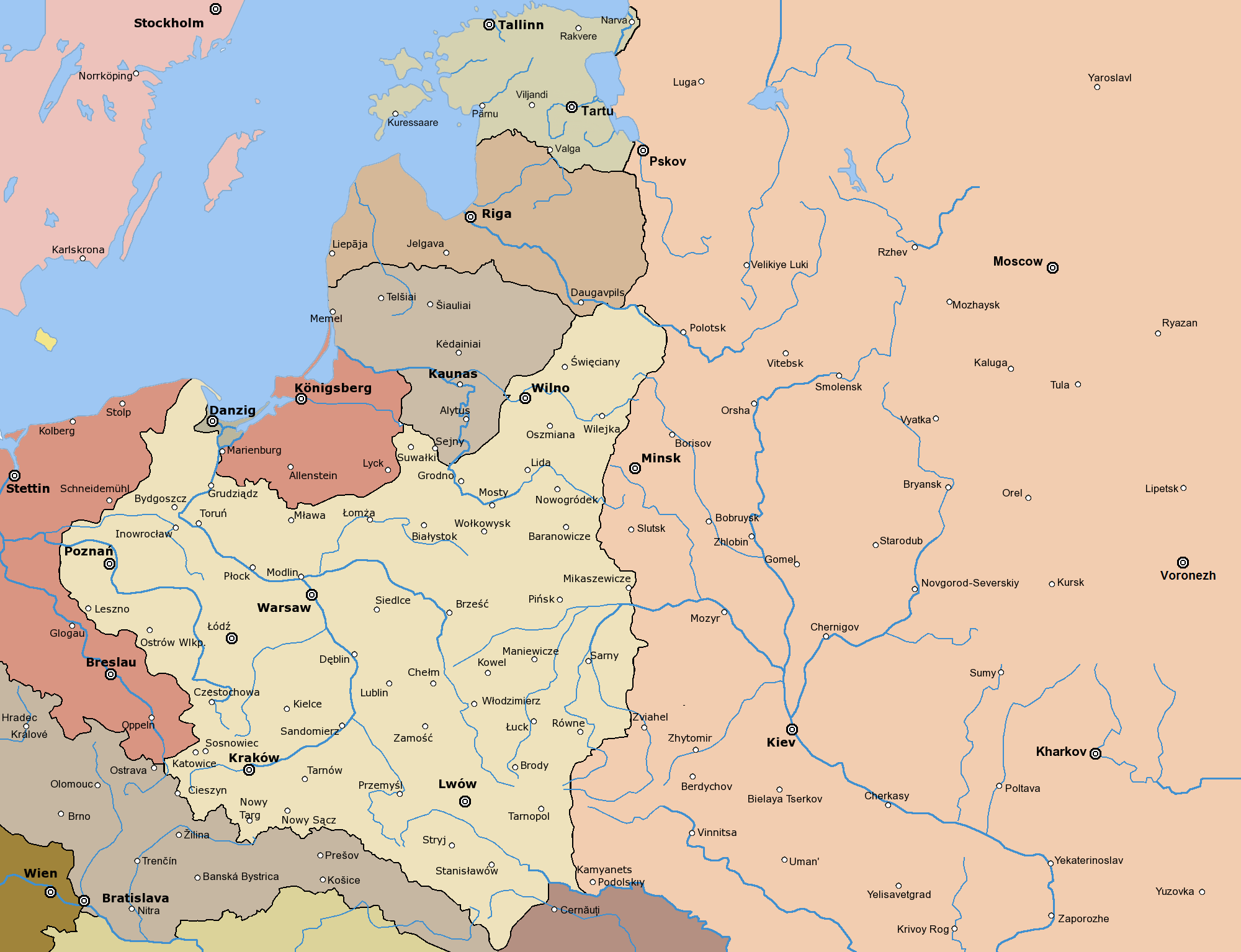
Les frontières de la Pologne en 1922, au terme de la guerre soviéto-polonaise et de l'annexion de la république de Lituanie centrale.

La frontière polonaise s'étendait désormais bien plus à l'est de la ligne Curzon : jusqu'à plus de 250 km à l'est de la ligne isoglosse conventionnelle du polonais,. De vastes régions du nouvel État polonais étaient désormais peuplées majoritairement d'Ukrainiens, et en Biélorussie, la population polonaise étant minoritaire.
Toutefois, les régions rattachées à la république de Pologne étaient aussi très hétérogènes du point de vue ethnique. Les grandes villes, telles Lwow, étaient peuplées d'une majorité de Polonais, mais la population rurale était un mélange d'Ukrainiens, Biélorusses, Lituaniens et Polonais, pour ne citer que les principales ethnies, où aucune n'atteignait la barre des 50 %.

## Aspects économiques et financiers
Les aspects économiques du traité étaient abordés dans une annexe du traité, tenue secrète. La Pologne garantissait la liberté du trafic de fret à la Russie soviétique vers la Lituanie, l'Allemagne et l'Autriche. En contrepartie, les autorités soviétiques acceptaient de reverser à la Pologne la contribution polonaise en or, matières premières et concessions à la banque centrale du tsar. Elle répondait en outre de la restitution à la Pologne réunifiée de tous les moyens de production industrielle démontés au cours de la Grande Guerre par le pouvoir tsariste. La restitution concernait aussi les trésors artistiques et biens culturels confisqués depuis le partage de la Pologne en 1772. L'armistice est entré en vigueur le 18 octobre, mais il fallut encore attendre le 18 mars 1921 pour que la paix soit formellement conclue, l'armée polonaise ayant continué entre-temps à apporter son appui aux partisans ukrainiens, qui luttaient contre les Soviétiques.

## Mise en application
Le plénipotentiaire polonais Jan Dąbski (en) fut vivement critiqué par son pays au terme de la signature du traité. Plusieurs hommes politiques ressentaient comme une faute le fait qu'on n'ait pas suffisamment pris en compte les intérêts de l’Entente alliée. Le général Piłsudski s'en émouvait peu mais critiquait le fait qu'en ouvrant la porte à la soviétisation de l’Ukraine, on ait ruiné ses projets de Fédération est-européenne (Fédération Międzymorze). De nombreux catholiques n'admettaient pas la reconnaissance du régime soviétique.
Lénine parvint, malgré les défaites militaires et l'abandon de la propagation de la révolution prolétarienne au reste de l'Europe, à faire passer le traité pour une victoire. Cela fut d'autant plus facile à la propagande du régime soviétique qu'en même temps, les derniers lambeaux de l'armée des Russes blancs, commandée par Piotr Nikolaïevitch Wrangel, étaient écrasés.
Les autorités soviétiques reconnurent la Galicie comme faisant partie du territoire polonais, mais comme elle était aussi réclamée par l'Ukraine, la Pologne fut de facto contrainte de la restituer à la République populaire ukrainienne.
Les puissances occidentales refusèrent de reconnaître d'emblée ce traité, que les belligérants avaient conclu sans les avoir consultées. Leurs conférences d'après-guerre avaient arrêté la ligne Curzon comme nouvelle frontière russo-polonaise, mais le territoire polonais du traité s'étendait à présent 250 km davantage à l'est,… L'approbation de la France joua finalement un rôle moteur vers un consensus. Reconnu dès le mois de mars 1923 par la France, le traité fut reconnu aussitôt par le Royaume-Uni, l’Italie et le Japon et enfin par les États-Unis en avril.

## Voir également
- (pl) Description et texte du traktat ryski/ pokój ryski en polonais.